# Cernay-lès-Reims
Cernay-lès-Reims är en kommun i departementet Marne i regionen Grand Est (tidigare regionen Champagne-Ardenne) i nordöstra Frankrike. Kommunen ligger i kantonen Beine-Nauroy som tillhör arrondissementet Reims. År 2022 hade Cernay-lès-Reims 1 566 invånare.

## Befolkningsutveckling
Antalet invånare i kommunen Cernay-lès-Reims
| Referens: INSEE |